# Râul Iordana, Câlniștea
Râul Iordana este un râu din România, afluent al râului Câlniștea. Râul se formează la confluența brațelor Ascâtar și Câmpul Ascuns

## Hărți
- Angheluță Vădineanu, Carmen Postolache, Georgia Cosor, Teodora Pălărie, Costel Negrei, Magdalena Bucur - Case Study Report - The Neajlov Catchment - [nefuncțională]